# Ekliptiske koordinatsystem
Det ekliptiske koordinatsystem er det af himmelrummets koordinatsystemer, der benytter ekliptika som sit grundplan. Ekliptika er den bane, som Solen synes at følge over himlen i løbet af et år. Det er også projektionen af Jordens omløbsbane på himmelkuglen. Breddens vinkel betegnes med det græske bogstav β og kaldes ekliptisk bredde, der tildeles positive værdier i retning mod nord. Længdens vinkel betegnes med det græske bogstav λ og kaldes ekliptisk længde og måles i østlig retning fra 0° til 360°. Som det også gælder rektascensionen i det ækvatoriale koordinatsystem, er Forårspunktet nulpunkt for den ekliptiske længde. Valget af dette nulpunkt betyder, at fiksstjernernes koordinater ændrer sig på grund af præcession, hvorfor der altid bør specificeres en tidsreference sammen med dem. Sædvanligvis benyttes nu epoken J2000.0 hertil, men dagens øjeblikkelige værdi (kaldet datoens epoke) er det også muligt at benytte.
Dette koordinatsystem er særlig nyttigt ved kortlægning af objekter i solsystemet. De fleste planeter (med undtagelse af Merkur), dværgplaneter og mange af smålegemerne i solsystemet har omløbsbaner med lille hældning til ekliptikas plan, hvorfor deres ekliptiske bredde β altid er lille. Fordi planeterne har så ringe afvigelse fra ekliptikas plan, var det de ekliptiske koordinater, som historisk benyttedes til beregning af deres positioner.

## Omregning mellem himmelrummets koordinatsystemer
I formlerne nedenfor er
- λ og β henholdsvis den ekliptiske længde og den ekliptiske bredde
- α og δ henholdsvis rektascension og deklination
- ε = 23,439 281° er Jordens aksehældning.

### Omregning fra ekliptiske til ækvatoriale koordinater
Deklinationen δ og rektascensionen α opnås fra ligninger:
sin δ = sin ε sin λ cos β + cos ε sin β
cos α cos δ = cos λ cos β
sin α cos δ = cos ε sin λ cos β – sin ε sin β
Alle tre ligninger må i almindelighed tilfredsstilles.

### Omregning fra ækvatoriale til ekliptiske koordinater
sin β = cos ε sin δ – sin α cos δ sin ε
cos λ cos β = cos α cos δ
sin λ cos β = sin ε sin δ + sin α cos δ cos ε

### Advarsel
Det kan se fristende ud at "forenkle" de to sidste ligninger i hver beregning, men det må i almindelighed frarådes, fordi cos og sin ikke angiver deres argument entydigt, hvorimod standardimplementationer af de inverse trigonometriske funktioner antager, at vinklen ligger i et begrænset område. For eksempel giver cos-1 vinkler mellem 0° og 180° i hovedparten af implementeringerne, mens α kan antage alle værdier af vinklen op til 360°. sin-1 og tan-1 er ligeledes begrænset til et interval på 180°. Alle disse funktioner er desuden tilbøjelige til at have afrundingsfejl nær deres grænser.
I praksis kan man for legemer nær ekliptika slutte sig til det rigtige kvadrant for α, da det er det samme som for λ (men med varsomhed i nærheden af polerne!).